# Глутатіон
Глутатіон (L-γ-глутаміл-L-цистеїніл-гліцин) — біологічно активний трипептид, який виявляють у всіх організмах. Складається із залишків γ-глутамінової кислоти, цистеїну та гліцину..

## У природі
Глутатіон міститься в усіх живих клітинах. Багато його у зародках пшеничного зерна й дріжджах. Роль глутатіону в метаболізмі полягає у тому, що він є потужним відновником й легко окиснюється, подібно до цистеїну. Як і у цистеїні, окиснюється сульфгідрильна група {\displaystyle \mathrm {-SH} } (віднімається водень) й дві молекул відновленого {\displaystyle \mathrm {SH} }-глутатіону сполучаються дисульфідним зв'язком {\displaystyle \mathrm {-S-S-,} } утворюючи молекулу окисненого {\displaystyle \mathrm {-S-S-} }глутатіону. 
Взаємоперетворення окисненої та відновленої форм глутатіону каталізуються в організмі відповідним ферментом. Глутатіон значно впливає на активність багатьох ферментів, дія яких пов'язана із перетворенням білків. 

## Біосинтез
Глутатіон синтезується з амінокислот — L-цистеїну, L-глутамінової кислоти й гліцину. Синтез відбувається у дві стадії:
- На першій стадії синтезується γ-глутамілцистеїн із глутамату й цистеїну за допомогою ферменту γ-глутамілцистеїнсинтетази (Див. Глутаматцистеїнлігаза). Ця реакція є лімітуючою в синтезі глутатіону;
- На другій стадії фермент глутатіонсинтетаза приєднує залишок гліцину до С-кінця γ-глутамілцистеїну.